# Athanase Apartis
Athanásios « Thanásis » Apártis (grec moderne : Αθανάσιος «Θανάσης» Απάρτης) ou en français Athanase Apartis, est un sculpteur grec né à Smyrne le 24 octobre 1899 et mort le 1er avril 1972 à Athènes. 

## Biographie
Athanase Apartis est un élève d'Antoine Bourdelle à l'Académie de la Grande Chaumière, près du boulevard du Montparnasse, à Paris. L'artiste expose ses œuvres au Salon d'automne, au Salon des indépendants et au Salon des Tuileries de 1923 à 1955.

## Œuvres
- Mère et enfant, 1938, marbre, Paris, musée national d'Art moderne[4].